# أدان غودوي
أدان غودوي (بالإسبانية: Adán Godoy)‏ هو لاعب كرة قدم تشيلي، ولد في 26 نوفمبر 1936 في كوبيابو في تشيلي. شارك مع منتخب تشيلي لكرة القدم. أما مع النوادي، فقد لعب مع نادي أونيفرسيداد كاتوليكا.

## وصلات خارجية
- أدان غودوي على موقع الاتحاد الدولي (مؤرشف)  (الإنجليزية)
- أدان غودوي على موقع ناشيونال فوتبول تيمز (الإنجليزية)
- أدان غودوي على موقع Soccerway.com (الإنجليزية)
- أدان غودوي على موقع عالم كرة القدم.نت (الإنجليزية)